# Dumbleyung
Dumbleyung – miasto w Australii, w stanie Australia Zachodnia.